# Mohamed Jabrane
Mohamed Jabrane (ur. 29 listopada 1979) – marokański piłkarz grający na pozycji napastnika. Młodzieżowy reprezentant kraju.

## Kariera

### Kariera klubowa
Pierwszym klubem Mohameda Jabrane był MAS Fez. Grał tam od lipca 1996 do końca sezonu 2003/2004. W następnym sezonie jego klubem był Moghreb Tétouan. W sezonie 2005/2006 przeszedł do tunezyjskiego EGS Gafsa. Grał tam też w następnym sezonie. Nieznane są kluby zawodnika w sezonach 2007/2008 i 2008/2009. Zaś w sezonie 2009/2010 powrócił do MAS Fez i tam też zakończył karierę.

### Kariera reprezentacyjna
Mohamed Jabrane wystąpił w czterech meczach ojczystej reprezentacji U-20 na mistrzostwach świata.